# (6825) Irvine
Pour les articles homonymes, voir Irvine.
(6825) Irvine est un astéroïde de la ceinture principale.

## Description
(6825) Irvine est un astéroïde de la ceinture principale. Il fut découvert le 4 octobre 1988 à l'observatoire Kleť par Antonín Mrkos. Il présente une orbite caractérisée par un demi-grand axe de 2,17 UA, une excentricité de 0,01 et une inclinaison de 5,4° par rapport à l'écliptique.

## Compléments